# Döbeln
Döbeln (górnołuż. Doblin) – miasto w Niemczech, w kraju związkowym Saksonia, w powiecie Mittelsachsen (do 31 lipca 2008 stolica powiatu Döbeln), do 30 czerwca 2011 siedziba wspólnoty administracyjnej Döbeln. Pod koniec 2023 roku liczyło 23 535 mieszkańców. Do 29 lutego 2012 w okręgu administracyjnym Chemnitz.
W mieście znajduje się stacja kolejowa Döbeln Hauptbahnhof.
1 stycznia 2013 do miasta przyłączono dzielnice: Forchheim, Kleinlimmritz, Limmritz, Pischwitz, Schweta, Stockhausen, Töpeln, Wöllsdorf i Ziegra wchodzące w skład gminy Ziegra-Knobelsdorf, która w tym samym dniu została rozwiązana. Reszta dzielnic weszła w skład miasta Waldheim. W 2005 r. miasto liczyło ok. 22 tys. mieszkańców.
1 stycznia 2016 do miasta przyłączono gminę Mochau, która stała się jego dzielnicą. 
W mieście rozwinął się przemysł elektrotechniczny, maszynowy, cukrowniczy oraz tytoniowy.

## Współpraca
Miejscowości partnerskie:
- Francja: Givors
- Badenia-Wirtembergia: Heidenheim an der Brenz
- Nadrenia Północna-Westfalia: Unna
- Czechy: Vyškov